# Het Adelsrecht en de Raad van Adel (1844-1994)
Het Adelsrecht en de Raad van Adel (1844-1994). Le Droit nobiliaire et le Conseil héraldique (1844-1994) is een bundel opstellen die verscheen in 1994.

## Beschrijving
Op 6 februari 1844 werd de Raad van Adel / Conseil héraldique opgericht in België. Dit orgaan nam de opvolging van de op het Belgische grondgebied niet langer werkende, in 1815 voor het Verenigd Koninkrijk der Nederlanden opgerichte, Hoge Raad van Adel. 
Ter herinnering aan de honderdvijftigste verjaardag van de Raad werd een bundel van veertien Nederlandstalige en Franstalige opstellen over de Belgische adel gepubliceerd, geschreven door leden van de raad of ambtenaren van de Belgische Dienst van adel.  
Het bevat 
- een reeks artikelen over de geschiedenis van de Raad, over haar voorzitters, over haar werking en over de archieven en de bibliotheek van de Raad, van de hand van Christiane Hoogstoel-Fabri, José Anne de Molina en Andrée Scufflaire.
- een reeks artikelen over adel en adellijke gunsten in België, door Baudouin d'Ursel, Paul De Win, Paul Janssens en Jean-Jacques van Ormelingen.
- een reeks artikelen over specifieke problemen inzake adelsrecht, door Henri d'Udekem d'Acoz, Paul De Win, Jean-Joseph le Pas de Sécheval, Luc Duerloo en Stanislas de Moffarts d'Houchenée.
- de lijsten van de voorzitters, leden en griffiers van de raad van 1844 tot 1994, geïllustreerd met de portretten van de voorzitters.
- een uitgebreide, zij het selectieve bibliografie over de Belgische adel en het adelsrecht.